# Ezio Varisco
Ezio Varisco, né le 28 avril 1914 à Trieste (Littoral autrichien) et mort en 1942 en Libye, est un ancien joueur italien de basket-ball.

## Palmarès
- Finaliste du championnat d'Europe 1937
- Champion d'Italie 1932, 1934